# Пьомби
Пьомби (итал. Piombi — «Свинцовая тюрьма») — одна из двух Старых тюрем (Prigioni Vecchie) во Дворце дожей в Венеции. Своему названию тюрьма обязана расположению прямо под крышей Дворца, которая была покрыта свинцовыми пластинами. Зимой свинцовые плиты не защищали от холода, а летом, наоборот, они сильно нагревались, создавая тяжелые условия содержания для томившихся в ней пленников. Эта тюрьма состояла из семи камер на верхнем этаже восточного крыла Дворца дожей и была предназначена для заключённых высокого положения и политических преступников. Старые тюрьмы были изначально частью Дворца дожей, построенного с 1309 по 1424 годы.
В 1755 году Джакомо Казанова совершил свой знаменитый побег из тюрьмы, историю о котором он опубликовал в 1787 году. Это был единственный побег из этой тюрьмы.
Старая тюрьма внутри Дворца дожей была заменена Новой тюрьмой «Карчери» (Prigioni Nuove «Carceri»), построенной в XVI веке архитектором Антонио да Понте на другом берегу канала Рио де Палаццо напротив Дворца, на набережной Скьявони. Новая тюрьма была соединена со Старой тюрьмой во Дворце Мостом Вздохов.